# 賴姆峰
賴姆峰（英語：Rime Crests），是南極洲的山峰，位於南奧克尼群島的科羅內申島，處於森夏恩冰川東部，由英國研究隊命名，現時由南極條約體系管理。